# Прибужжя (заказник)
Прибу́жжя — загальнозоологічний заказник місцевого значення в Україні. Розташований у межах Володимирського району Волинської області, на захід від сіл Поромів, Морозовичі та Мовники.
Площа 1182,1 га. Статус надано згідно з розпорядженням голови Волинської обласної Ради народних депутатів від 03.03.1993 № 18-р, реорганізований (змінено межі) рішенням Волинської обласної ради від 22.12.2005 № 24/11 «Про збереження і розвиток природно-заповідного фонду».
Перебуває у віданні Поромівської сільської територіальної громади (511,7 га), Литовезької сільської територіальної громади (480,8 га), ДП «Володимир-Волинське ЛМГ» Павлівське лісництво кв. 56 вид. 6-11, кв. 57 вид. 1, 4-10, Устилузьке лісництво кв. 42 вид. 1-9, кв. 43, кв. 45 вид. 3, 5-7, 21, кв. 46 вид. 6, 7, 9, 21-24 (189,6 га).
Створений з метою збереження природного комплексу в долині річки Західний Буг. Територія заказника охоплює частину заплави річки (230 га) з цінними сосновими лісами, які відносяться до 1 групи лісів (у домішку — береза, вільха). Решту території (951 га) — лучно-чагарникові угіддя та болота.
Із тварин водяться сарна європейська, свиня дика, куниця лісова, єнот уссурійський, а також види, занесені до Червоної книги України: видра річкова, лелека чорний, підорлик малий, сірий журавель (на прольотах), деркач.

## Галерея

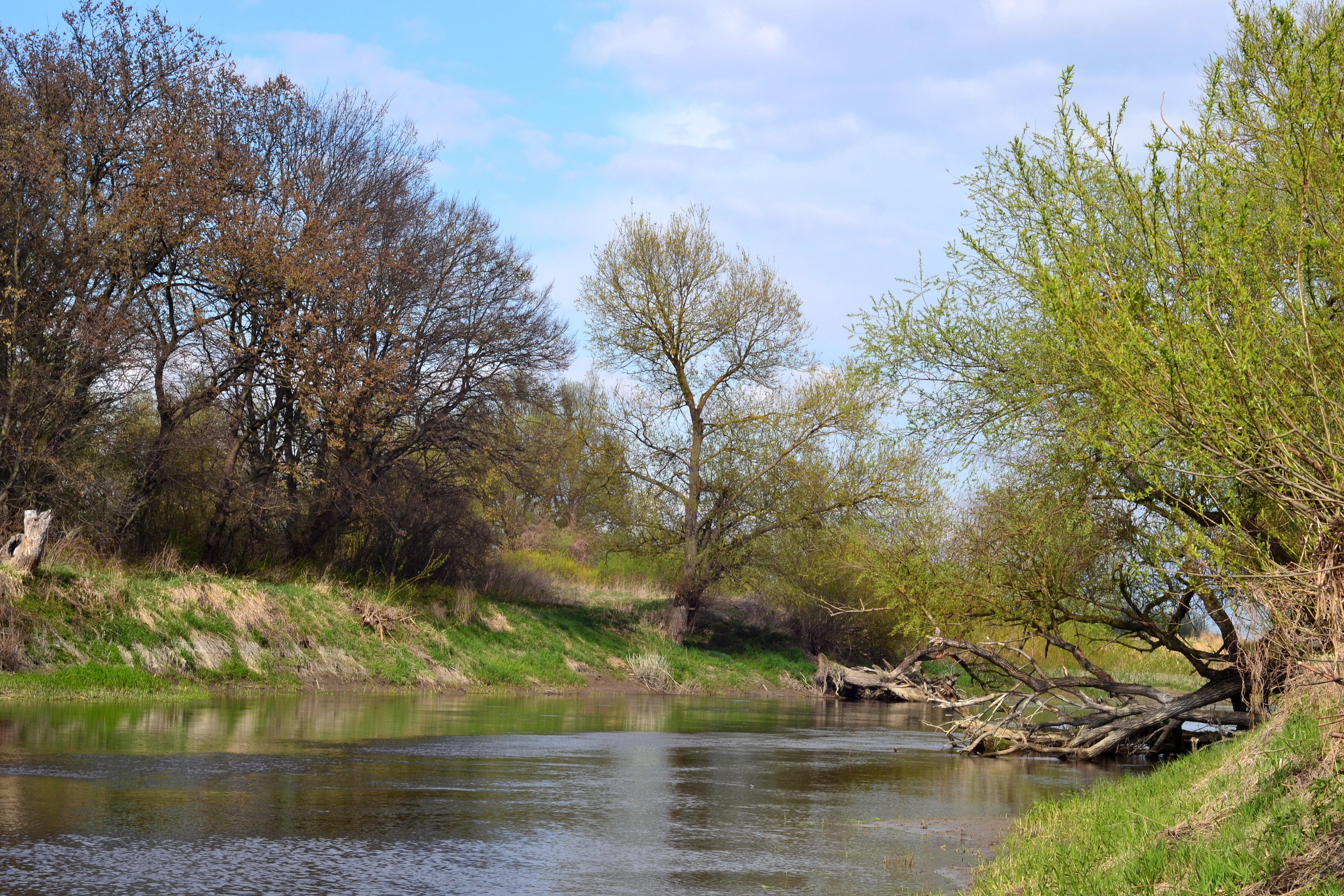
Річка Західний Буг поблизу с. Пісочне
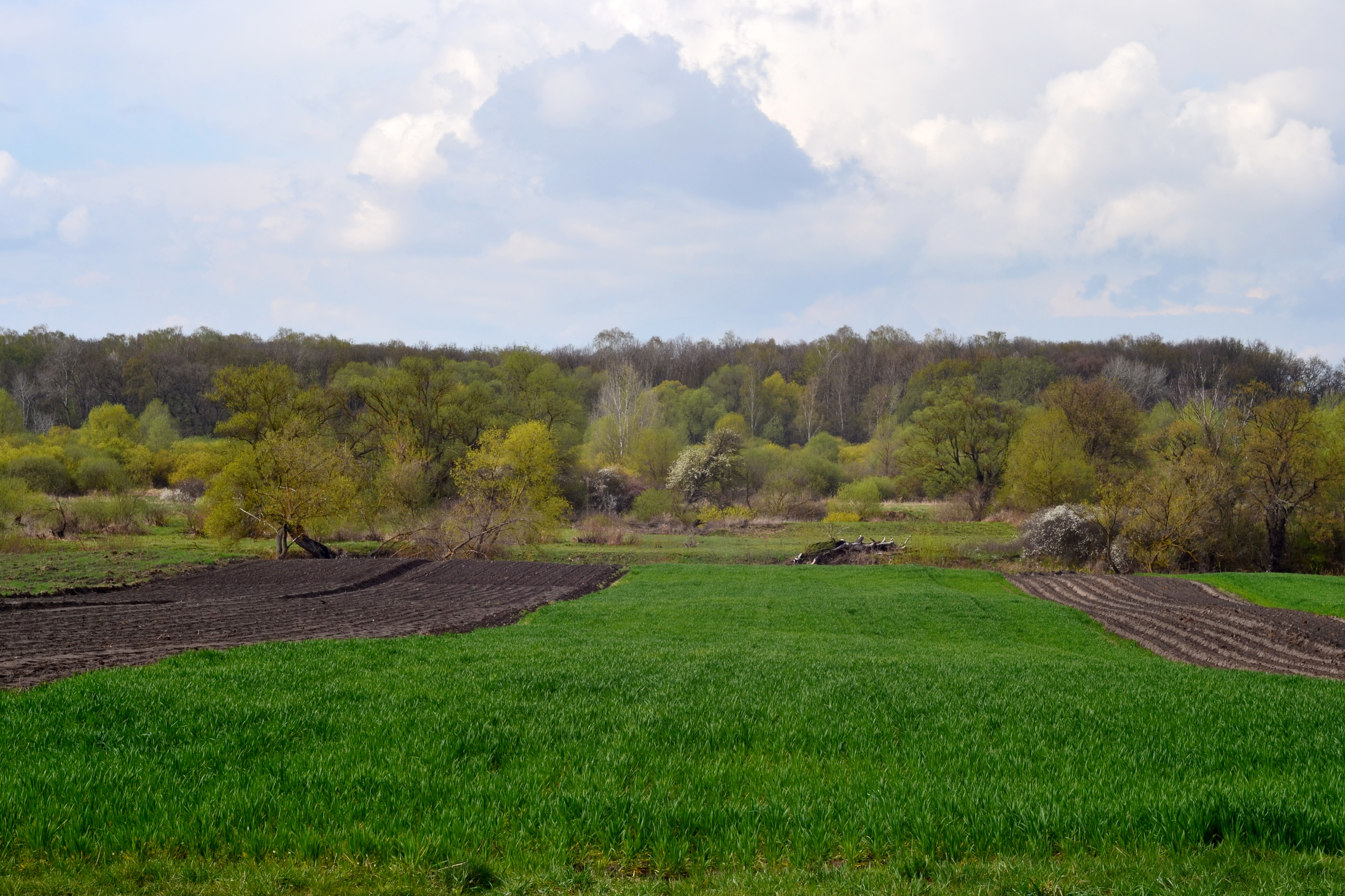
Вигляд поблизу с. Пісочне
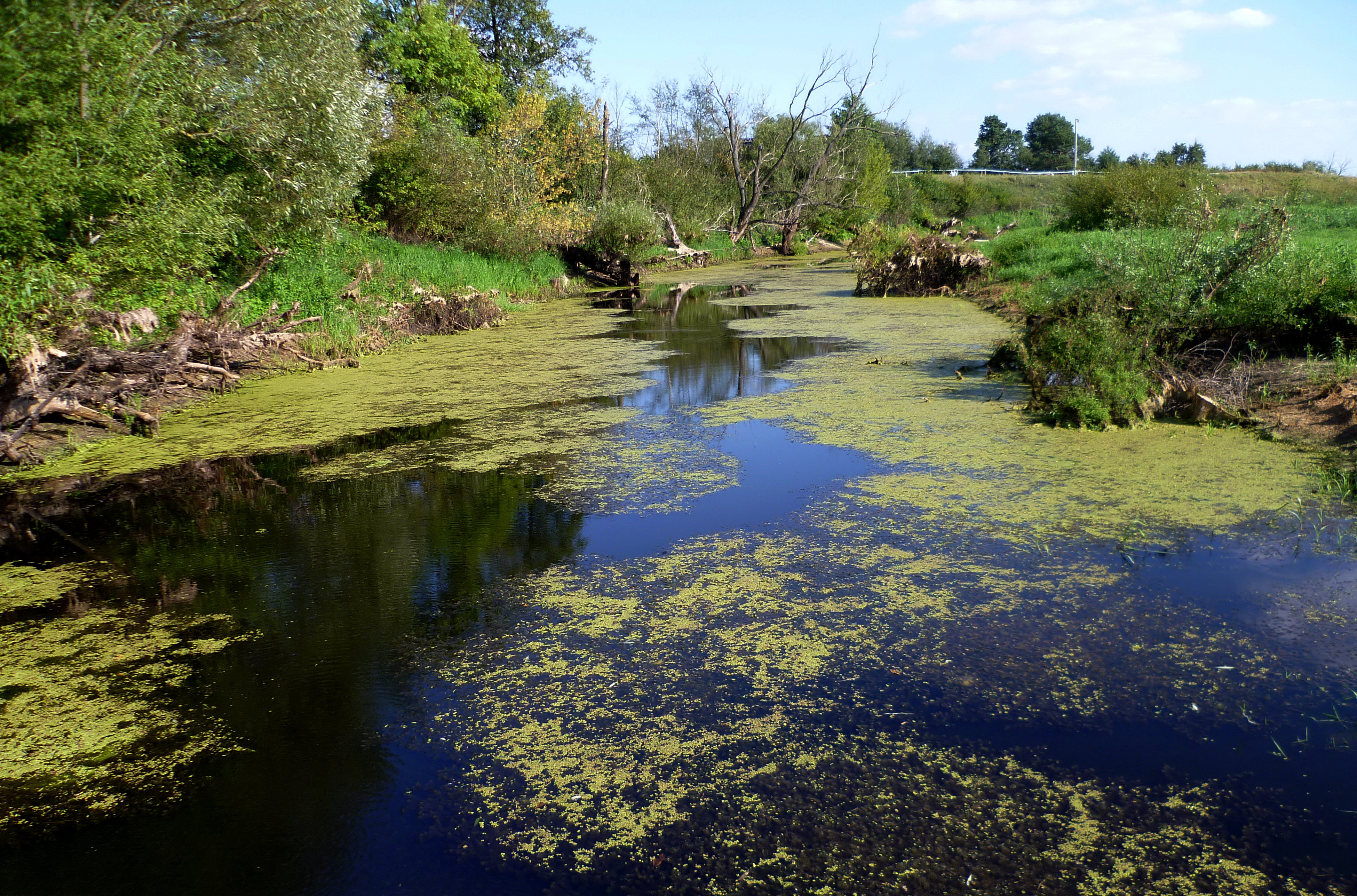
Вигляд за прикордонною смугою в районі с. Кречів